# 반스브로시

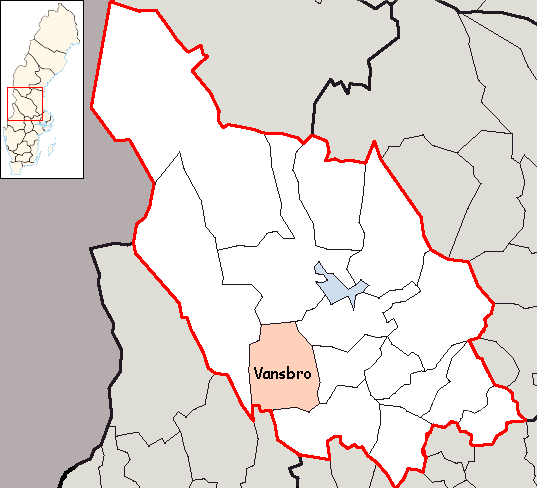
반스브로 시의 위치

반스브로시(스웨덴어: Vansbro kommun)는 스웨덴 달라르나주에 위치한 지방 자치체로 행정 중심지는 반스브로이며 면적은 1,657.35km2, 인구는 6,884명(2016년 12월 31일 기준), 인구 밀도는 4.2명/km2이다.

시 문장